# Bernd Landvoigt
Bernd Landvoigt, né le 23 mars 1951 à Brandebourg-sur-la-Havel, est un rameur d'aviron est-allemand. 

## Carrière
Bernd Landvoigt participe aux Jeux olympiques de 1972 à Munich et remporte la médaille de bronze avec le huit est-allemand. Aux Jeux olympiques de 1976 à Montréal et aux Jeux olympiques de 1980 à Moscou, il est sacré champion olympique en deux sans barreur avec son frère jumeau Jörg Landvoigt.
Il obtient aussi avec son frère quatre médailles d'or aux Championnats du monde d'aviron en deux sans barreur (en 1974, 1975, 1978 et 1979). Il est aussi sacré champion d'Europe en quatre sans barreur en 1973.

## Famille
Il est le frère jumeau de Jörg Landvoigt, le mari de la rameuse Viola Goretzki et l'oncle d'Ike Landvoigt.